# Коперниця (Польща)
Коперниця (пол. Kopernica) — село в Польщі, у гміні Хойниці Хойницького повіту Поморського воєводства.
Населення — 68 осіб (2011).
У 1975—1998 роках село належало до Бидгоського воєводства.

## Демографія
Демографічна структура станом на 31 березня 2011 року:
|          | Загалом | Допрацездатний вік | Працездатний вік | Постпрацездатний вік |
| -------- | ------- | ------------------ | ---------------- | -------------------- |
| Чоловіки | 36      | 5                  | 22               | 9                    |
| Жінки    | 32      | 4                  | 21               | 7                    |
| Разом    | 68      | 9                  | 43               | 16                   |